# Лотков, Александр Павлович
Александр Павлович Лотков (5 мая 1970, Шверин) — советский, российский и латвийский футболист, выступавший на позиции защитника и полузащитника.

## Биография
Родился в 1970 году в городе Шверин, ГДР. Занимался футболом в ДЮСШ г. Лиепая. Профессиональную карьеру начал в 1987 году в местном клубе «Звейниекс» из второй лиги СССР, где провёл два года. В 1989 году перешёл в любительский клуб «Прогресс» Черняховск. В 1990 в составе команды принимал участие в розыгрыше чемпионата Прибалтики, где сыграл 31 матч и забил 1 гол. В сезоне 1991 выступал за команду во второй низшей лиге СССР. После распада СССР, провёл около полугода в латвийском клубе «Компар/Даугава», за который сыграл 11 матчей и забил гол в высшей лиге, а также дошёл до финала Кубка Латвии 1992. Затем перешёл в клуб первой лиги Украины «Прикарпатье», где провёл полтора сезона. В сезоне 1993/94 «Прикарпатье» стало победителем первой лиги, однако Лотков покинул команду по ходу сезона и продолжил карьеру в России. В 1994 году он сыграл 1 матч за «Балтику» в первой лиге России, а также 9 матчей за Балтику-2 в третьей лиге. Позже в том же году перешёл в клуб второй лиги «Лада» Димитровград. В 1996 году вместе с клубом стал победителем зоны «Центр» и следующие три года провёл с командой в первой лиге. В 2000 году провёл сезон с другим клубом первой лиги «Арсенал» Тула. В 2001 году выступал на любительском уровне за клуб «Тарко» из Калининграда. В 2002 году сыграл 6 матчей во второй лиге за клуб «Жемчужина-Сочи», после чего завершил игровую карьеру.

## Достижения
«Компар/Даугава»
- Финалист Кубка Латвии: 1992

«Прикарпатье»
- Победитель первой лиги Украины: 1993/94

«Лада» Димитровград
- Победитель второй лиги России (зона «Центр»): 1996